# Falcó mostatxut europeu
|  | Per a altres significats, vegeu «albanell (desambiguació)». |

El falcó mostatxut europeu o falcó mostatxut o albanell o falconet o milà guatlerer a les Balears) (Falco subbuteo) és una espècie d'ocell rapinyaire de la família dels falcònids (Falconidae) És semblant al falcó pelegrí i al falcó de la reina, però de mida més petita. Es troba a Euràsia i passa l'hivern a Àfrica. El seu estat de conservació es considera de risc mínim.

## Morfologia
- Fa 30-35 cm de llargària.
- Té la cua més curta i les ales molt més llargues que el falcó pelegrí.
- Té una taca blanca al clatell i les franges fosques del pit són més nombroses.
- Igual que el falcó pelegrí, però encara més accentuat, si hom el mira de front, sembla que llueixi un magnífic bigoti negre.

## Costums
És més àgil que el falcó pelegrí i molt ràpid. És migratori, però també nidifica als Països Catalans.

## Alimentació
Caça ocells menuts (orenetes, etc.) i insectes al capvespre, a les zones lleugerament arbrades, on viu, per tot Catalunya.

## Distribució geogràfica
Cria a Euràsia i hiverna a Àfrica.

## Reproducció
Cerca nius abandonats de còrvids a dalt d'un arbre. Al maig-juny hi pon els 3-5 ous corresponents que triguen 28 dies a descloure's. Després de 28-32 dies d'ésser alimentats pels pares, els falconets deixen el niu.